# Roland Garros
|  | Esteu veient la pàgina sobre l'aviador, si no és el que busqueu visiteu la pàgina de desambiguació. |

Roland Garros (Saint-Denis, Illa de la Reunió, França, 6 d'octubre de 1888 - Vouziers, Ardenes, França, 5 d'octubre de 1918) fou un pioner aviador francès i aviador de combat durant la Primera Guerra Mundial.

## Biografia
Garros va néixer a Saint-Denis i estudià a HEC Paris. La seva carrera com a aviador comença el 1909 volant un dels monoplans Demoiselle de Santos-Dumont, un aparell que només volava correctament amb un pilot que fos físicament petit. El 1911, Garros es graduà com a pilot de monoplans Blériot i comença a competir en un gran nombre de competicions aèrees europees amb aquest aparell. Ja era un pilot destacat abans de la Primera Guerra Mundial havent visitat els EUA i Sud-amèrica. El 1913 canvià els Blériot pels també monoplans Morane-Saulnier, el qual significà una millora considerable, i que l'ajudà a entrar en la història al creuar per primer cop el Mediterrani en avió sense aturades, des de Fréjus al sud de França fins a Bizerta a Tunísia.
Al dia 11 de gener del 1914, en Roland Garros va fer unes exhibicions d'alta acrobàcia a Barcelona, amb un avió Morane-Saulnier amb motor Gnôme de 60 CV, que per facilitar l'accés del públic a la seva magnífica exhibició, va dur a terme els vols en el camp del Polo Jockey Club situat al capdamunt de l'Avinguda Diagonal, a llavors molt despoblada. Obviant el que era l'aeròdrom provisional de l'Hipòdrom de Can Tunis, donades les dificultats que per circular-hi, sobretot a l'hivern, presentava el camí entre Barcelona i l'hipòdrom.
El mateix any, Garros s'enrolà a l'exèrcit francès amb l'esclat de la guerra.

### Desenvolupament del mecanisme d'interrupció
A principis de la Primera Guerra Mundial, el principal problema va ser el d'aconseguir col·locar una metralladora que pogués disparar frontalment a través de les hèlices dels aparells. El mecanisme d'interrupció que intentava posar solució a aquest problema no va aparèixer fins que Anthony Fokker va desenvolupar un sistema de sincronització que va tindre un gran impacte en els combats aèris. Tot i això, Garros té un paper significant en el procés de desenvolupament d'aquest sistema.
Al desembre de 1914, Garros, com a pilot de reconeixement de l'Escadrille MS26, visità la fàbrica de Morane-Saulnier. La feina de Saulnier d'afegir planxes de deflecció de metall a les aspes del propulsor va ser aprofundida per Garros, aconseguint instal·lar una metralladora al seu Morane-Saulnier Type L amb bastant èxit. Garros aconseguí la primèria victòria de la història d'un aparell volador sobre un altre disparant a través de les aspes del propulsor l'1 d'abril de 1915. Garros aconseguiria dues victòries més sobre aparells de l'Imperi Alemany el 15 i 18 d'aquell mateix més.
El 18 d'abril de 1915, o bé per problemes mecànics, o segons altres fonts, forçat per l'artilleria alemanya, va planejar fins a aterrar en línies alemanyes. Garros no aconseguí destruir el seu aparell abans de caure presoner, i en especial, el mecanisme d'interrupció que havia desenvolupat quedà intacte. La llegenda diu que, després d'examinar l'aparell de Garros, enginyers aeronàutics alemanys, liderats per Fokker, dissenyaren el nou sistema d'interrupció millorat. Fokker, però, ja havia estat treballant durant 6 mesos en aquest mecanisme quan l'aparell de Garros arribà a les seves mans. Amb l'arribada d'aquest mecanisme al bàndol alemany, el combat a l'aire es decantà per a aquests, amb els aparells de Fokker abatint un gran nombre d'aparells aliats, etapa que es recorda com el Flagell de Fokker.

### Escapa del camp de presoners de guerra
Garros acaba escapant del camp de presoners d'Alemanya el 14 de febrer de 1918, després de diversos intents, retornant a les files de l'exèrcit francès. Ja com a membre de l'Esquadró 26 de SPADs, reclamà dues victòries el 2 d'octubre de 1918, una de les quals va ser confirmada. El 5 d'octubre de 1918, fou abatut i mort prop de Vouziers, Ardenes, un mes abans que acabés la guerra, i un dia abans del seu 30 aniversari. Fou probablement abatut per l'as Hermann Habich de la Jasta 49.
Garros és erròniament anomenat el primer as de la història. Però de fet, només va arribar a comptar amb 4 victòries confirmades, mentre que la definició d'as és de 5 o més victòries. L'honor de ser el primer as de la història és per a un altre pilot francès, Adolphe Pégoud.

## Tributs
L'any 1920, el club de tennis que Garros visitava assíduament mentre estudià a París, fou anomenat amb el nom de l'heroi francès, Estadi de Roland Garros. En aquest estadi s'hi celebra l'Open de Tennis de França, un dels Grand Slams de tennis, el Torneig de Roland Garros, el qual també duu el nom del pilot.
L'aeroport internacional de l'Illa de la Reunió, l'Aeroport de Roland Garros, també du el seu nom.
La marca francesa de vehicles Peugeot va produir una versió limitada de 'Roland Garros' en el seu Peugeot 205. El vehicle incloïa pintura especial i seients de pell. A causa del gran èxit d'aquesta edició especial, Peugeot creà més tard edicions del seu Peugeot 106, Peugeot 206, Peugeot 207, Peugeot 306 i Peugeot 806.